# Gardnerella piotii
Espèce
Gardnerella piotii est une espèce de bactéries de la famille des Bifidobacteriaceae.

## Taxonomie
Le nom correct complet (avec auteur) de ce taxon est Gardnerella piotii Vaneechoutte et al. 2019.

### Étymologie
L'étymologie du nom spécifique de G. piotii est la suivante : pi.o’ti.i. N.L. gen. masc. n. piotii, de Piot, nommé d'après Peter Piot, un microbiologiste belge qui qui a été le premier à essayer de distinguer différents groupes parmi les  G. vaginalis.